# Simulium dolini
Simulium dolini es una especie de insecto del género Simulium, familia Simuliidae, orden Diptera.
Fue descrita científicamente por Usova & Sukhomlin, 1989.